# Cornigliano
Cornigliano (Ligurisch: Cornigen) is een quartiere of wijk in de Italiaanse stad Genua. De wijk ligt zo'n zeven kilometer ten westen van het Genovese stadscentrum, aan de kust van de golf van Genua. Cornigliano ligt aan de rechteroever bij de monding van de Polcevera in de Ligurische Zee en is in het oosten van Sampierdarena gescheiden door de riviermonding. De wijk had eind 2015 ongeveer 15.000 inwoners op een oppervlakte van 3,86 km². De wijk maakt samen met de wijken Sestri Ponente, Borzoli Ovest, San Giovanni Battista, Campi en Calcinara het stadsdeel Municipio VI (Medio Ponente) uit.
Cornigliano was van 1861 tot 1926 een autonome gemeente, met als officiêle naam Cornigliano Ligure, waarmee ook het onderscheid werd gemaakt met Corigliano Calabro. In 1861 waren er 3.615 inwoners. In 1926 werd Cornigliano samen met achttien andere gemeenten gefuseerd in het nieuwe grotere Genua. De laatste decennia werden gekenmerkt door een grote bevolkingsafname, er waren nog 28.999 inwoners bij de volkstelling van 1961.
De westelijke grens met Sestri Ponente is duidelijk door de omheining van de Aeroporto di Genova Cristoforo Colombo, gelegen in Sestri en hogerop de waterscheiding door de Erzelliheuvel. In het noorden omvat de wijk de hoogten van Coronata en Monte Guano. Om de kuststrook tegen stormen te beschermen, bevindt zich voor de kustlijn van Cornigliana een golfbreker op ongeveer 200 meter van de kust.
In Cornigliano werd een grote fabriek gebouwd van Gio. Ansaldo & C., later gekend als Finmeccanica, nu Leonardo. Maar reeds in 1911 waren er al 67 bedrijven gevestigd, met toen meer dan 3.000 arbeidsplaatsen, een aantal dat in de loop van de 20e eeuw nog fors zou toenemen.